# Мосионжник, Леонид Авраамович
Леонид Авраамович Мосионжник (род. 7 ноября 1959, Бендеры, Молдавская ССР) — молдавский антрополог.

## Биография
В 1983 году окончил Челябинский медицинский институт и в 1993 году исторический факультет Молдавского государственного университета. В 1995—1999 годах — в докторантуре при Институте археологии и этнографии Академии наук Республики Молдова. Доктор истории (PhD, 2003), тема диссертации — «Типология цивилизаций традиционного Востока».
Заведующий кафедрой антропологии и социальных технологий Высшей антропологической школы в Кишинёве, конференциар университар (доцент). С 1999 года — ответственный секретарь научного журнала «Stratum plus», посвящённого проблемам археологии и культурной антропологии.
Один из руководителей проекта «Турция—Молдова: без завоёванных и завоевателей» (Высшая Антропологическая Школа и Фонд культурных инициатив «Мир — Зеркало для Молдовы»). Подготовил к печати посмертные монографии Я. М. Копанского «Еврейское национальное движение в Бессарабии в межвоенный период: 1918—1940 гг.» (2008) и «Исторические портреты видных деятелей еврейского движения в Бессарабии и Молдавии XX века» (2010), участвовал в подготовке его последней прижизненной работы «Благотворительные организации евреев Бессарабии в межвоенный период 1918—1940 гг.» (2002).
Перевёл с польского монографии Рафала Панковского «Расизм и популярная культура» (2014) и Я. Т. Гросса «Золотая жатва: О том, что происходило вокруг истребления евреев» (2017). В 2019 году под его редакцией и с предисловием вышло первое с 1930 года переиздание воспоминаний доктора медицины Моисея Борисовича Слуцкого (1851—1934) «В скорбные дни. Кишинёвский погром 1903 года» (СПб: Нестор-История, 2019).

## Публикации
- Антропология цивилизаций. Кишинёв: Высшая антропологическая школа, 2000. — 508 стр. (2-е изд., испр. и доп. — Кишинёв: Высшая антропологическая школа, 2006. — 467 стр.)[5]
- Человек перед лицом культуры. Кишинёв: Высшая антропологическая школа, 2000. — 392 стр. (2-е изд., испр. и доп. — Кишинёв: Высшая антропологическая школа, 2006. — 402 стр.)
- Синергетика для гуманитариев. Санкт-Петербург: Нестор-История, 2003. — 155 стр.
- Классический и современный марксизм. Кишинёв: Stratum Publishing House, 2011. — 468 стр.[6][7]
- Технология исторического мифа. Санкт-Петербург: Нестор-История, 2012. — 404 стр.[8]

## Под редакцией Л. А. Мосионжника
- Stratum: Структуры и катастрофы: Сборник символической индоевропейской истории. Ред. М. Е. Ткачук, И. В. Манзура и Л. А. Мосионжник. СПб: «Нестор», 1997. — 268 с.
- Русское будущее. СПб: Нестор-История, 2008. — 280 с.
- Антропологические исследования в Молдове: 2005—2006. Кишинёв: Высшая антропологическая школа, 2008. — 188 с.
- Культура на рубеже XX—XXI веков: глобализационные процессы. СПб: Нестор-История, 2009. — 632 с.

## Видео-выступления
- Ренессанс национализма (для программы «Открытый Доступ» (09.2016))
- Три пути вхождения в современность (для программы «Открытый Доступ» (08.2016))
- «Большевизм, как последовательный антифашизм» (2013)